# Eekkoo
Eekkoo (prononcé "écho" en français) est un artiste canadien de musique électronique, orienté vers la tech house. Son vrai nom est Jonathan Doyon. Il s'est fait connaitre au niveau international avec son remix de Channel 42 originellement composé par Deadmau5 et Wolfgang Gartner, pour le label américain Ultra Records maintenant affilié à Sony Music. Deadmau5 signe alors Eekkoo sur son propre label discographique mau5trap avec une première composition originale Lekture. Son plus récent EP Hell Is Other People est listé parmi les 25 albums dance les plus vendus de l'année 2014 par le iTunes Store aux États-Unis.

## Biographie
Jonathan Doyon enseigne la conception sonore ainsi que la synthèse sonore au collège Musitechnic depuis plus de 7 ans. En décembre 2012, le remix réalisé pour Deadmau5 et Wolfgang Gartner est diffusé par le célèbre animateur de radio anglais Pete Tong sur les ondes de la BBC Radio 1. Plusieurs compositions originales seront distribuées en ligne par la suite via le label discographique de Deadmau5, mau5trap. À l'été 2014, un remix de No Fun pour le duo de musique électronique originaire de Sydney, The Presets, est distribué en ligne par le label discographique australien Modular Recordings.

## Discographie

### Singles & EP
- "Forever EP"
- "Nola Rice EP"
- "Nightingale EP"
- "Cleopatra - Single"
- "Sloan's Dress - Single"
- "Warren Avenue - Single"
- "Letters EP"
- "Hell Is Other People EP"
- "Towers - Single"
- "Eekkoo EP"

### Remixes
- "Nicolas Maranda - Indigo (Eekkoo Remix)"
- "Deadmau5 & Wolfgang Gartner - Channel 42 (Eekkoo Remix)"
- "The Presets - No Fun (Eekkoo Remix)"
- "Lane 8 - Undercover (Eekkoo Remix)"
- "Jeremy Olander - Hanover (Eekkoo Remix)"